# مؤتة (الكرك)
بلدة مؤتة تقع ضمن لواء المزار الجنوبي في محافظة الكرك وتبعد عن مدينة الكرك مسافة 12 كم، وتبعد 140 كم جنوب العاصمة الأردنية عمان، ارتفاعها عن سطح البحر 1,100 مترا وتبلغ مساحة الأراضي التابعة لحدود بلدية مؤتة 16 كم. فيها أولى جامعات جنوب الأردن والتي أطلق عليها اسم جامعة مؤتة، وفيها وقعت معركة مؤتة بتاريخ جمادى الأول من السنة الثامنة للهجرة، أيلول عام 629م.

## التاريخ
استوطنت مؤتة من قبل المؤابيين وكانت جزءًا من مملكة مؤاب, ثم خضعت لسيطرة الأدوميين وبعدهم الأنباط . عندما قامت الإمبراطورية الرومانية باجتياح المنطقة بقيت مؤتة تحت حكم ملوك الغساسنة الذين خضعوا للدولة الرومانية. وقعت فيها أول مواجهة عسكرية بين المسلمين من جهة وجيش روماني مكون من حاميات مدن فيلادلفيا (عمان) وجراسا (جرش) والقدس بالإضافة إلى جيش من العرب الغساسنة.

## الجغرافيا
تقع مؤتة في جنوب الأردن وتتبع إدارياً للواء المزار الجنوبي في محافظة الكرك.

## جامعة مؤتة
تقع الجامعة شرقي بلدة مؤتة، جرى إنشاءها بقرار ملكي عام 1981، وهي جامعة ذات شقين، مدني وعسكري. باشر الجناح العسكري أعماله في عام 1984، وفي عام 1986 قرر مجلس التعليم العالي إنشاء الجناح المدني فيها.

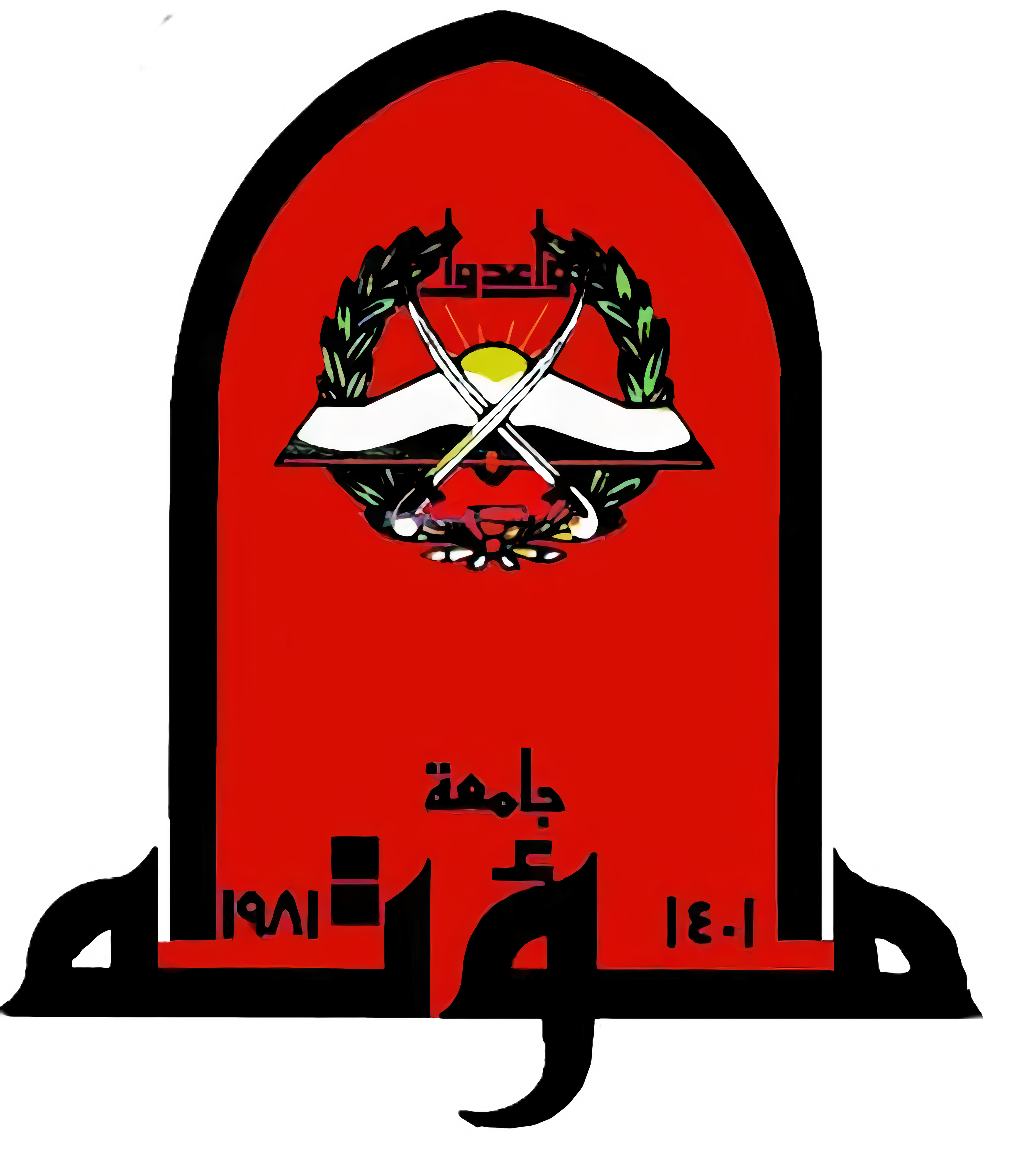
شعار جامعة مؤتة.
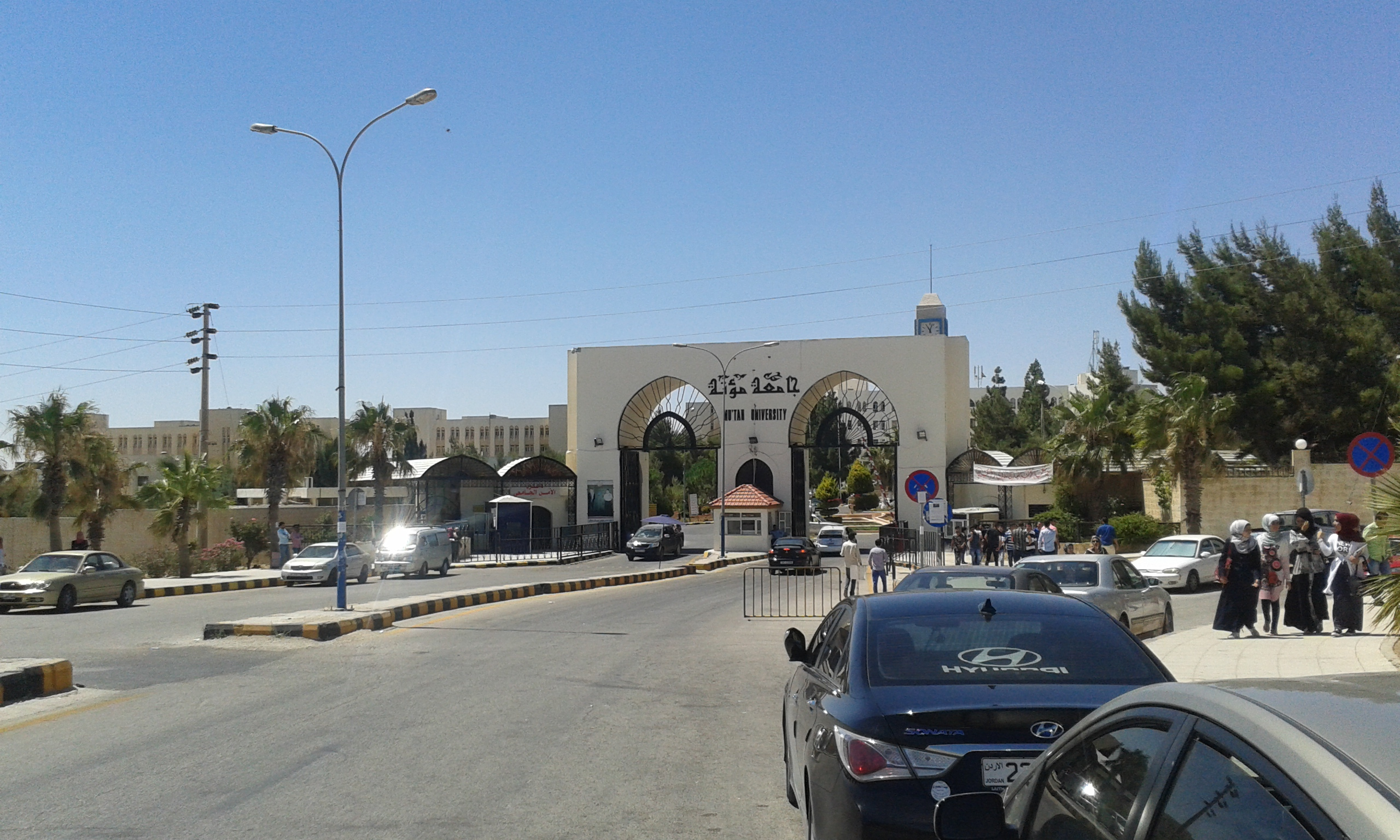
البوابة الشمالية «الرئيسية» لجامعة مؤتة